# Fonografika
Fonografika là hãng thu âm độc lập lớn nhất của Ba Lan. Jacek Caba là người thành lập hãng vào năm 2001.
Hãng thu âm này đã thúc đẩy phần lớn các bản phát hành Hip-hop ở Ba Lan. Ngoài hip-hop hãng cũng thu âm các bản nhạc thuộc thể loại pop, pop rock, heavy metal, jazz và nhạc cổ điển. Hãng đã phát hành hơn 5000 bản của các nhóm nhạc và ca sĩ như: Hanna Banaszak, Made of Hate, Mandaryna, Normalsi, Peja, Slums Attack, Skaldowie, TZN Xenna, Vesania, Apteka, Maria Sadowska và Rootwater.
Trong nhiều năm, Fonografika hợp tác với các hãng thu âm như Karrot Kommando, Tone Industria, Artgraff, RPS Enterteyment, Spółdzielnia, Slang Records, INNI Pro, ZKW Atrakcja, Aloha Entertainment, Klin Records, Embryo Nagrania, Szpadyzor Records, Respekt Records, Labirynt Records, Rapton Records, Hemp Rec., Entyrecords LTD, Media Solution  Tune Project, Kim Hellmedia, Urban Rec, Alkopoligamia, Reformat4 Records, Step Records, Ganja Mafia Label, Sto Procent, Iberia Records, Penguin Records, Pawlik Relations, Prosto.
Năm 2014, hãng Fonografika bị chỉ trích vì thiếu tiền trả thù lao cho các nghệ sĩ Flint, Guova và Kajman. Sư thật là những nghệ sĩ này không ký hợp đồng với hãng. Tuy nhiên Fonografika đã phân phối các hãng thu âm nhỏ hơn (Juicey Juice Nagrania, Onit và Rapton Records) chịu trách nhiệm và phát hành các album của nghệ sĩ đã khiến công chúng phàn nàn. Sau đó, ba nghệ sĩ đã gửi lời xin lỗi đến Fonografika và vấn đề đã được giải quyết.

## Nghệ sĩ hợp tác với hãng

### Vẫn hoạt động
- 3Y[38]
- 52UM[39]
- Alicetea[40]
- Bakshish[41]
- Barbara Stępniak-Wilk[42][43]
- Bezsensu[44]
- Bayer Full[45]
- Chilitoy[46]
- Ciryam[47]
- DJ 600V[48]
- DJ Decks[49]
- Filip Sojka[50]
- Hanna Banaszak[51]
- Justyna Panfilewicz[52]
- Hedfirst[53]
- Krzysztof Jaryczewski[54]
- Letni, Chamski Podryw[55]
- Lostbone[56]
- Made of Hate[57]
- MadMajk[58]
- Masturbathor[59]
- Mind Kampf[60]
- Normalsi[61]
- Oktawia Kawęcka[62]
- Peja[63]
- Scream Maker[64]
- Slums Attack[65]
- Shoom[66][67]
- Styl V.I.P.[68]
- TZN Xenna[69]
- Vesania (Poland only)[70]
- Weekend[71]
- Wojtczak/Mazolewski/Gos[72]
- Zbigniew Wodecki[73]
- Zebra[74]

### Trước đây
- 2cztery7 (đã tan rã)[75]
- 4P & Onil[76]
- Analog (đã tan rã)[77]
- Apteka[78]
- Balkan Electrique[79]
- Bosski Roman[80]
- Bracia[81]
- Deuter[82]
- Dono[83]
- Dreamland[84]
- Emo[85]
- Erijef Massiv[86]
- Fatum Crew[87]
- Firma[88]
- Funky Filon[89]
- Hudy HZD[90]
- Hurragun[91]
- Kabanos[92]
- KaRRamBa[93]
- Kuba Stankiewicz[94]
- KS76[95]
- KrzyHu & NWS[96]
- Mandaryna[97]
- Lukasyno[98]
- Lukasyno & Kriso[99]
- Małpa N.A.S.[100]
- Mały Esz Esz[101]
- Maria Sadowska[102]
- Medi Top Glon[103]
- Molesta Ewenement[104]
- Mollęda[105]
- Moral & Gano[106]
- Mroku[107]
- MyNieMy[108]
- Nagły Atak Spawacza[109]
- Neuronia[110]
- Obóz TA (đã tan rã)[111]
- Paluch[112]
- Pi eR Dwa (πR2) (đã tan rã)[113]
- Rootwater (đã tan rã)[114]
- S2O[115]
- Siła Dźwięq[116]
- Skaldowie[117]
- Slim Motion[118]
- Testor[119]
- Tewu[120]
- V.E.T.O.[121]